# Хлебников, Пол
Па́вел Ю́рьевич Хле́бников, более известный как Пол Хлебников (англ. Paul Klebnikov; 3 июня 1963, Нью-Йорк, Нью-Йорк — 9 июля 2004, Москва) — американский журналист и публицист, основатель и главный редактор русской редакции журнала Forbes.
С 1996 года занимался журналистскими расследованиями, опубликовал разоблачительные материалы, посвящённые предпринимателю Борису Березовскому, семье президента Узбекистана Ислама Каримова, чеченскому боевику Хож-Ахмеду Нухаеву. Автор книг «Крёстный отец Кремля: Борис Березовский, или история разграбления России» (2000) и «Разговор с варваром» (2003). Убит в Москве в 2004 году. Организатором убийства следствие назвало чеченского криминального авторитета Хож-Ахмеда Нухаева, который находится в федеральном розыске. По версии следствия, Нухаев отомстил Хлебникову за написанную о нём книгу «Разговор с варваром». Обвинения в совершении заказного убийства предъявили трём чеченцам, но они были оправданы судом присяжных.

## Биография

### Происхождение
Пол Хлебников — праправнук контр-адмирала Аркадия Константиновича Небольсина, потомок декабриста Ивана Пущина. Семья Хлебниковых по политическим причинам покинула в 1918 году Россию, эмигрировав в США, где Пол и родился. Прадед Хлебникова, контр-адмирал Аркадий Небольсин, был убит восставшими матросами в Гельсингфорсе на следующий день после отречения царя Николая II от власти. Бабушка, Екатерина Лаврентьевна Небольсина (дев. Пущина), была главой Русского детского благотворительного общества в Нью-Йорке. Отец, Георгий Сергеевич Хлебников, возглавлял отдел синхронных переводчиков в ООН.

### Образование
В 1984 году получил степень бакалавра в Калифорнийском университете в Беркли, специализируясь в политических науках. В 1985 году получил в Лондонской школе экономики и политических наук степень магистра, защитив диссертацию «Кадровая политика КПСС, 1918—1985 годы».
В 1991 году Хлебников получил докторскую степень в Лондонской школе экономики и политических наук, где защитил диссертацию «Столыпинская аграрная реформа и экономическое развитие России, 1906—1917 годы».

### Журналистская карьера
В 1989 году начал работать в журнале Forbes на должности корреспондента. Владея пятью языками (русским, английским, французским, итальянским и немецким), Хлебников анализировал работу разных международных промышленных компаний: Daimler-Benz, Volkswagen, Renault, Asea Brown Boveri, Xerox, Alcoa, Samsung. В 1990-е годы его основной специализацией стал «новый русский бизнес» в России. В итоге Хлебников получил в журнале должность старшего редактора.
30 декабря 1996 года опубликовал в журнале Forbes статью «Крёстный отец Кремля?» (Godfather of the Kremlin?), в которой обвинил известного предпринимателя и олигарха Бориса Березовского в мошенничестве, отмывании денег, связях с чеченской мафией и заказных убийствах (в том числе в организации убийства телеведущего Влада Листьева).
Борис Березовский подал иск в Высокий суд Лондона на журнал за клевету, требуя компенсацию и полное опровержение статьи журналом и изъятия её с официального сайта, однако суд вынудил журнал отказаться лишь от одного из утверждений в статье (о том, что Березовский организовал убийство Влада Листьева), так как у журнала не хватило для этого утверждения доказательств. Суд не присудил Березовскому никакой компенсации и не вынудил журнал опубликовать опровержение статьи.
В 2000 году вышла в свет книга Хлебникова на английском языке «Крёстный отец Кремля: Борис Березовский и разграбление России». Позднее книга была переведена на русский, немецкий, французский, польский и венгерский языки.
В 2003 году вышла книга «Разговор с варваром», в которой Хлебников излагает и комментирует свою 15-часовую беседу с полевым чеченским командиром и криминальным деятелем Хож-Ахмедом Нухаевым:

Весь исламский терроризм, который мы видим и в России, и во всём мире, вызрел из культуры обычного бандитизма. Во время работы над книгой я начал внимательно изучать ваххабизм, играющий важную роль в чеченском движении. Вначале ваххабиты были обычными кочевниками и разбойниками. Ваххаб, лидер одного из саудовских племён, просто оказался более удачливым разбойником, чем другие.

В апреле 2004 года Хлебников основал русскую редакцию Forbes и стал главным редактором журнала. В мае 2004 года журнал опубликовал список 100 самых богатых людей России. В том же месяце Хлебников принял участие в телепередаче «Намедни».

### Убийство, расследование и суд
Вечером 9 июля 2004 года Хлебникова застрелили рядом с офисом российского отделения Forbes в Москве на улице Докукина. Стреляли из автомобиля ВАЗ-2115, в котором находилось 3 человека. Огонь был открыт из пистолета-пулемёта. Четыре пули попали Хлебникову в живот и в грудь, ещё одна задела голову по касательной. Перед смертью он успел сообщить, что не знаком со стрелявшими и не знает причины нападения. Хлебникова привезли в 20-ю городскую больницу и внесли в лифт, чтобы поднять в реанимацию. Лифт застрял, и Хлебников умер в застрявшем лифте.
По данным следствия, преступники скрылись с места преступления на угнанной машине с перебитыми номерами, которую бросили у дома 165 по проспекту Мира, что усложнило работу прокуратуры. Следствие пришло к выводу, что заказчиком убийства был чеченский криминальный авторитет и один из главарей ЧРИ Хож-Ахмед Нухаев, а непосредственными исполнителями — нотариус Фаиль Садретдинов и уроженцы Чечни Казбек Дукузов и Муса Вахаев. По версии следствия, Нухаев отомстил Хлебникову за написанную о нём книгу «Разговор с варваром». Дукузова и Вахаева также обвиняли в том, что годом ранее они совершили покушение на московского предпринимателя Алексея Пичугина.
6 мая 2006 года все трое обвиняемых были оправданы на основе вердикта присяжных. Дукузова и Вахаева оправдали большинством голосов, а Садретдинова — единогласно. Приговор опротестовали Генеральная прокуратура РФ и семья Хлебникова. Как заявила адвокат Хлебниковых Лариса Масленникова, обвиняемые и некоторые из их адвокатов на протяжении судебного разбирательства совершали «явно незаконные действия», а оправдательный приговор был вынесен несмотря на то, что «сторона защиты не представила каких-то доказательств, которые опровергали бы те доказательства, которые представляла сторона обвинения». 10 ноября 2006 года Верховный суд РФ отменил оправдательный приговор и направил дело на повторное расследование.
Хож-Ахмед Нухаев находится в федеральном и международном розыске. По данным газеты «Чеченское общество», Нухаев был убит в горах Дагестана в конце февраля — начале марта 2004 года, то есть за 4 месяца до убийства Хлебникова, и не мог быть заказчиком убийства:

С весны 2004 года какой-либо информации о Хож-Ахмеде Нухаеве не поступало. По некоторым данным, Хож-Ахмед Нухаев в конце 2003 года тайно прибыл в Чечню. Якобы именно он уговорил Руслана Гелаева перейти через Дагестан в Грузию, и был вместе с его отрядом, блокированным в горах Дагестана зимой 2004 года. Тогда подавляющая часть гелаевцев погибла, несколько человек были взяты в плен, а 28 февраля был убит и сам Гелаев. Некоторые источники считают, что Нухаев тоже погиб в горах вместе с гелаевцами, но, по другой версии, ему удалось уйти.
Косвенным подтверждением первой версии служит то, что с тех пор спонсируемые Хож-Ахмедом Нухаевым газеты «Ичкерия» и «Мехк-Кхел» не выходят. Нет также новых книг-брошюр Нухаева на темы российско-чеченских и международных отношений, а также его видения будущего Чечни, которые раньше доставлялись из Азербайджана и до сих пор можно встретить в торговых ларьках Грозного и Назрани.

20 ноября 2017 года МВД РФ сообщило, что на Украине задержан подозреваемый в соучастии в убийстве — Магомед Дукузов, брат предполагаемого исполнителя убийства Казбека Дукузова. Прокуратура РФ обратилась с просьбой выдать его. В то же время в ОАЭ летом 2015 года освободили по амнистии сидевшего за преступления, совершённые в ОАЭ, Казбека Дукузова; а запрос о выдаче в РФ по подозрению в убийстве Хлебникова и Сергунина был направлен в ОАЭ в начале 2015 года. После освобождения он уехал из ОАЭ в неизвестном направлении. По данным «Росбалта», К. Дукузов совершил ряд других убийств.

### Другие версии
Есть версия, что убийства Хлебникова и Сергунина были связаны с будущей книгой Хлебникова, в которой он хотел рассказать о хищениях бюджетных средств в Чечне.
В своей книге «История разграбления России» Хлебников разоблачал многих влиятельных людей из бывшего окружения Бориса Ельцина. Например, об Абрамовиче он писал следующее:
Одним ударом Березовский, Абрамович и ещё несколько партнёров завладели двумя третями российской алюминиевой промышленности. Это был гигантский трофей. Россия держит второе место в мире по производству алюминия — после США. Алюминий стабильно давал стране валюту. В то же время алюминиевая отрасль промышленности, как никакая другая, была наводнена бандитами.
Как отметило издание Lenta.ru, многие из российских олигархов, чьи имена были опубликованы журналом Forbes незадолго до смерти Хлебникова, были недовольны своим появлением в данном списке. Однако один из участников расследования рассказал в интервью «Коммерсанту»: «На причастность к организации убийства Пола Хлебникова мы проверяли едва ли не всю российскую элиту. Ведь в числе потенциальных подозреваемых были не только герои двух написанных журналистом книг — соответственно эмигрант Борис Березовский и чеченский „авторитет“ Хож-Ахмед Нухаев, но и десятки бизнесменов и банкиров, попавших на страницы журнала Forbes. Многим из этих людей публикации Хлебникова в той или иной степени не понравились. В итоге исписали 20 томов, но всё это оказалось „макулатурой“».
Александр Литвиненко в своей книге «Лубянская преступная группировка» утверждал, что Хлебников написал книгу о Березовском по заказу людей из окружения Александра Коржакова.

Другая версия убийства, по мнению Анзора Масхадова, сына убитого Президента ЧРИ Аслана Масхадова:
Хлебникову стало известно о колоссальных хищениях денег в Чечне и он решил заняться расследованием, не имея представления о степени опасности.
Разгадку надо искать в цепочке убийств: Кадыров — Сергунин — Хлебников, которые произошли в течение трех месяцев 2004 года: 9 мая, 25 июня, 9 июля соответственно. Хлебников нашел себе консультанта в лице Яна Сергунина, бывшего заместителя Кадырова, которого Ахмад сделал сначала мусульманином, а затем зятем, выдав за него родственницу Камиллу. 
Яна Сергунина убили за 2 недели до убийства Пола Хлебникова. Причем убийца подъехал на мотоцикле к московскому ресторану «Восточный дворик». Не снимая шлема, дожидался, пока Сергунин и компания закончат ужин, усядутся в джип. И когда Сергунин стал заводить машину, киллер, не снимая шлема, поддерживая левой рукой локоть правой руки, открыл стрельбу из оружия с глушителем. Всадив 5 пуль в жертву, киллер подошел вплотную к Сергунину и сделал один или два контрольных выстрела. При стрельбе была ранена в челюсть кадыровская сноха, оставшаяся теперь вдовой. Закончив дело, убийца не спеша завел свой мотоцикл и покинул место преступления. Расправу наблюдали несколько свидетелей.
Хладнокровный расстрел человека в центре Москвы, при свидетелях, исполненный с высоким профессионализмом, можно сказать — с лихостью, дает все основания полагать, что убийца действовал под надежным прикрытием, которое может быть только у представителей Лубянки. К тому же следует учесть, что киллера направлял наводчик, отслеживавший жертву.
Есть еще один интересный нюанс в этом деле. Вместе с Сергуниным и его женой Камиллой в тот вечер была Надежда Погосова — бывшая сотрудница прокуратуры Чечни, прежде похищенная неизвестными людьми и затем освобожденная. Она могла поделиться воспоминаниями о своей деятельности и своем похищении с Полом Хлебниковым, и по поводу убийства Яна Сергунина, могла дать точные и нужные сведения о произошедшей трагедии, потому что находилась на заднем сиденье сергунинского джипа. Другие свидетели убийства — компаньоны Сергунина — также находились рядом, в другой автомашине. И вот спустя всего лишь 2 недели аналогичным образом в центре Москвы происходит убийство уже самого Пола Хлебникова.
Кстати, связь двух последних убийств констатировали компетентные органы России, о чем писали российские СМИ. Прокуратура сообщала, что и убийство Сергунина, и убийство Хлебникова совершены одним лицом, что даже найден шлем мотоциклиста. А потом – молчание. Вслед за этим из этой версии куда-то исчезли сотрудники российских спецслужб — старые знакомые дагестанского бизнесмена Алиева, изначально захватившие его и только позже, после пыток и требований денег, передавшие его чеченцам. Это капитан Роман Сливкин из управления по борьбе с бандитизмом, Олег Сачков и Дмитрий Фролов из военной контрразведки. А ведь бывший заложник Алиев обращался к генпрокурору Устинову с информацией о том, что он был похищен сотрудниками ФСБ.
Список СМИ, опровергающих заявления Генпрокуратуры РФ, слишком длинный, например статья Александра Шварева «Волос убийцы» во «Времени новостей» за 24.12.2004: 
«Следствие полагает: в Пола Хлебникова и Яна Сергунина стрелял один человек. Генпрокуратура на днях нашла новое доказательство тому, что два самых громких убийства лета 2004 года — бывшего вице-премьера Чечни Яна Сергунина и главного редактора русской версии журнала «Форбс» Пола Хлебникова — связаны между собой. Эти люди не были знакомы друг с другом, но следователи подозревают, что устранил их один киллер».
Здесь-то и возникают сильнейшие подозрения. Почему Генпрокуратура РФ отбросила рабочую версию не заинтересовавшись чрезвычайно важными материалами о хищении финансовых средств, выделенных на восстановление Чечни, и обстоятельствами, связанные со сбитым в Шелковском районе вертолетом, в котором погибли члены Счетной палаты России, направленные в Чечню для проверки хищений. 
В том же северном районе Чечни, где нет и не было активных военных действий, был сбит еще один вертолет, в котором находилась следственная группа с тремя генералами, расследовавшая обстоятельства гибели членов комиссии Счетной палаты. Цитата из этих материалов: «В мае 2002 года в Чечню прибывает комиссия в составе 3-х генералов ФСБ, МВД, и Генеральной прокуратуры РФ для расследования теракта в отношении комиссии Счетной Палаты России. После расследования данного факта, эта комиссия должна была вылететь в Ростов через Шелковской район, скрыв от всех время и день вылета, а также маршрут. Но в Шелковском районе опять сбивают вертолет с комиссией. Вертолет с экипажем и членами комиссии сгорает».
Ну а теперь выясняется вдруг, что к середине июля 2005 года уже нашли и осудили судом Чеченской Республики на пожизненный срок троих молодых чеченцев, которые якобы подбили три вертолета, в то время как из обстоятельств дела ясно, что это абсолютно невиновные люди. Когда один из обвиняемых, Султан Мациев, потребовал Суда Присяжных, чтобы доказать свою непричастность к делу, то ему было отказано.
Колоссальные хищения денег в Чечне и связанные с ними крушения вертолетов, вероятно заинтересовали Пола Хлебникова, но вместо рабочей версии Генпрокуратуры появляется абсолютно безосновательная версия, согласно которой убийство журналиста совершено якобы по указанию Хож-Ахмеда Нухаева.
Эти обстоятельства вызывают подозрение, что кому-то потребовалось дать срочную команду для отмены рабочей версии. Почему Генпрокуратура РФ опровергла собственную версию — что Сергунин был убит за то, что предоставлял Хлебникову некую информацию о Чечне, потому что дальнейшее расследование связи убийств Яна Сергунина и Пола Хлебникова могло бы вывести к высшим чинам России.

## Личная жизнь
Пол Хлебников был женат на Хелен Трейн, дочери влиятельного американского банкира и финансового советника Джона Трейна. Брак был заключён 22 сентября 1991 года. У пары родилось трое детей.
Хлебников был православным христианином, его духовником был Леонид Калинин.

## Признание и отзывы
В 2004 году Комитет защиты журналистов посмертно присвоил Хлебникову Международную премию за свободу прессы.
В 2014 году в десятую годовщину убийства, госсекретарь США Джон Керри заявил, что Хлебников не просто писал о политике и бизнесе в России, но делал нечто большее: был «голосом совести в борьбе с коррупцией». В заявлении Керри также говорилось: «Десять лет спустя мы по-прежнему глубоко обеспокоены, что не раскрыта тайна того, кто был заказчиком убийства. Мы по-прежнему призываем Россию, как это делали в течение последнего десятилетия, предать виновных в этом гнусном преступлении в руки правосудия».

## Память
В 2004 году семья Пола Хлебникова основала фонд для поддержки российских журналистов. Фонд учредил премию «За храбрость в журналистике», которую в разные годы получали Екатерина Кронгауз, Олеся Герасименко, Диана Качалова, Светлана Рейтер, Багила Бухарбаева и другие. В 2007 году премию фонда получил журналист-эколог Виталий Липик.